# Pigs in a blanket
I pigs in a blanket (letteralmente maiali in un lenzuolo) sono finger food statunitensi composti da un wurstel, di manzo o maiale, avvolti in un involucro di pasta sfoglia. Vengono anche insaporiti con la pancetta e spezie fra cui timo e pepe.

## Storia
Probabilmente derivati dai canapè e dagli involtini di salsiccia dell'era vittoriana, i pigs in a blanket risalgono all'inizio del ventesimo secolo, quando si iniziò a usare il termine per identificare genericamente qualsiasi alimento proteico o a base di carne avvolto in un qualsiasi altro tipo di alimento. A partire dagli anni cinquanta, i pigs in a blanket divennero un alimento diffuso in tutti gli USA e oggi vengono comunemente consumati durante i bar mitzvah.